# Lending Club
Lending Club ist ein 2006 gegründetes US-amerikanisches Unternehmen mit Sitz in San Francisco. Das Unternehmen vermittelt Peer-to-Peer-Kredite über das Internet und war 2013 die größte peer-to-peer-lending Plattform der Welt.

## Geschäftsmodell
Lending Club betreibt eine Online-Plattform zur Vermittlung von Peer-to-Peer-Krediten. Dabei steuern einzelne Privatpersonen jeweils selbst gewählte Geldbeträge bei, die zu einem Kredit zusammengefasst werden, der an einen von ihnen ausgewählten Kreditnehmer ausgereicht wird. Zu den Kreditnehmern zählen oftmals Personen mit schwacher Bonität, die von den Banken keinen Kredit erhalten haben oder erhalten würden. Der Kredit des Kreditnehmers wird dementsprechend von einer Vielzahl privater Anleger finanziert, welche im Anschluss ihre beigesteuerten Kreditbeträge mitsamt meist überdurchschnittlich hohen Zinsen zurückerhalten. Demgegenüber besteht für die Anleger allerdings auch das Risiko eines kompletten Zahlungsausfalls des Kreditnehmers. Lending Club selbst erhebt vom Kreditnehmer eine Vermittlungsgebühr und von den Anlegern eine Anlagegebühr.
Lending Club ist mit einem vermittelten Kreditvolumen von insgesamt über 9 Milliarden US-Dollar Marktführer in den USA (2015).
Lending Club wurde Anfang 2014 vom Forbes Magazine in die Liste der 25 vielversprechendsten Unternehmen der USA aufgenommen.

## Kapitalmaßnahmen
Zum 5. Juli 2019 erfolgte eine Aktienzusammenlegung im Verhältnis 5:1 und eine Änderung der ISIN.